# Песчанский сельский совет (Сумский городской совет)
Песчанский сельский совет (укр. Піщанська сільська рада) — входит в состав
Сумского городского совета
Сумской области
Украины.
Административный центр сельского совета находится в 
с. Песчаное
.

## Населённые пункты совета
- с. Песчаное
- с. Верхнее Песчаное
- с. Житейское
- с. Загорское
- с. Кирияковщина
- с. Трофименково